# Protestantische Kirche Nünschweiler
Die Protestantische Kirche ist die größte Kirche von Nünschweiler und eine der bedeutsamsten Kirchen des Rundbogenstils in der Pfalz. Sie steht unter Denkmalschutz.

## Geschichte und Bedeutung
Die Kirche aus Rotsandstein-Quadern wurde von 1906 bis 1908 auf dem alten Friedhof des Dorfs errichtet. Der Berliner Architekt Karl Doflein plante sie als stattliche Emporenbasilika in spätromanischen, an die zeitgenössische Berliner Architektur angelehnten Formen.
Der Außenbau zeigt den deutlich vom Langhaus abgesetzten Chor mit einem mächtigen, rundbogig geschlossenen Fenster, das fast die gesamte Breite des Chors einnimmt. Der Innenraum besitzt eine gesattelte Decke, die kassettiert ist. Die auf Gusseisen-Stützen ruhende Empore bildet in der dreischiffigen Anlage ein Oval, so dass der Längsraum durch die Empore entsprechend den Forderungen des Wiesbadener Programms einen zentralisierenden Raumeindruck erhalten hat. Die technische Seite des Gusseisens und die baukünstlerische, an die Staufer sich anlehnende Neuromanik bringen zu Beginn des 20. Jahrhunderts, also noch in der bayerischen Zeit, eine preußische Note in die Pfalz.
Die Orgel, die Kanzel und der Altar befinden sich im Chor. Die Ausstattung aus der Bauzeit blieb erhalten.